# Jan Tinbergen

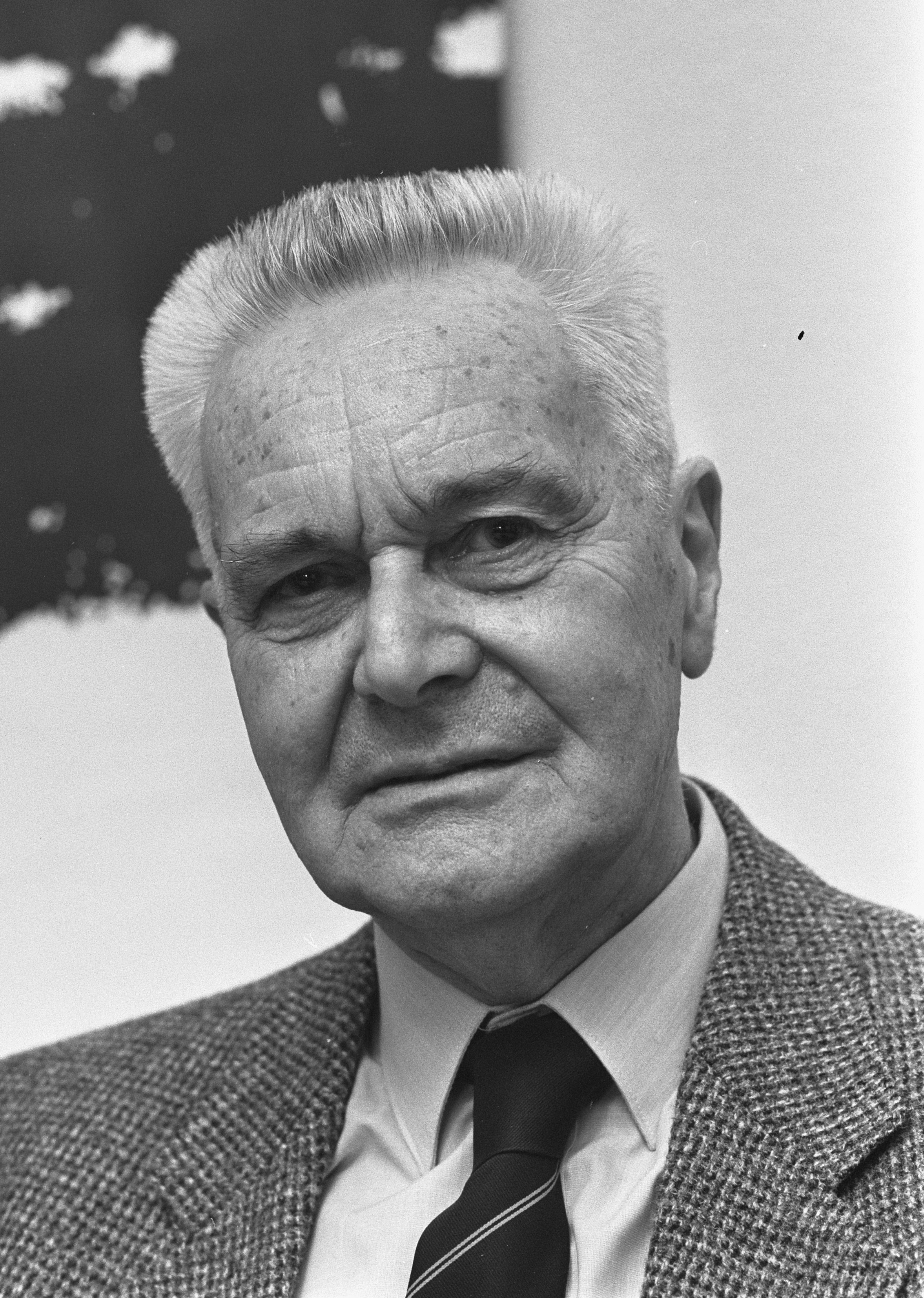
Jan Tinbergen (1986)

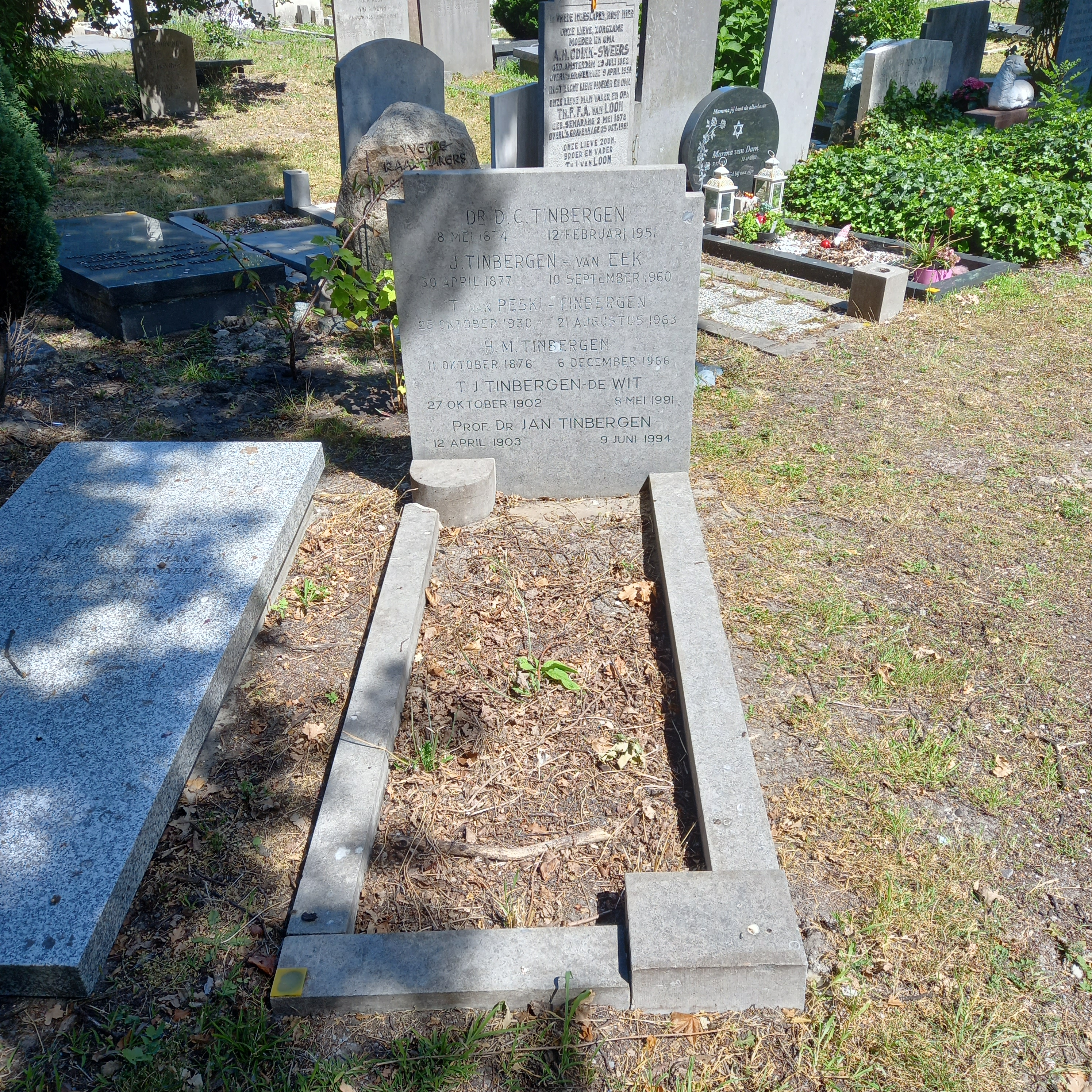
Das Grab von Jan Tinbergen und seiner Ehefrau Tine Johanna de Wit im Familiengrab auf dem Friedhof Oud Eik en Duinen in Den Haag

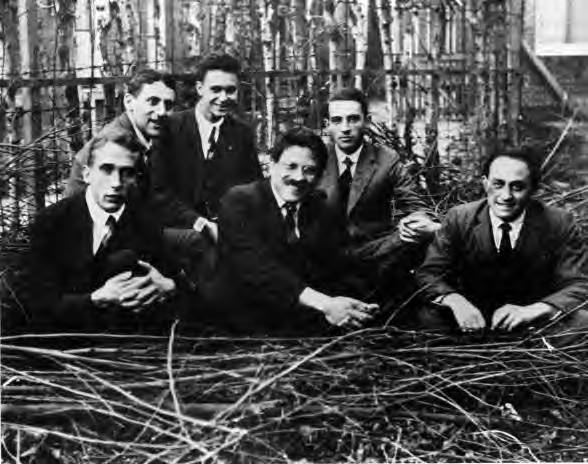
Paul Ehrenfest mit seinen Studenten, Leiden 1924. Von links nach rechts: Gerhard Heinrich Dieke, Samuel Abraham Goudsmit, Jan Tinbergen, Paul Ehrenfest, Ralph Kronig und Enrico Fermi.

Jan Tinbergen (* 12. April 1903 in Den Haag, Niederlande; † 9. Juni 1994 ebenda) war ein niederländischer Mathematiker und Wirtschaftswissenschaftler und ist, gemeinsam mit Ragnar Anton Kittil Frisch, Träger des Alfred-Nobel-Gedächtnispreises für Wirtschaftswissenschaften des Jahres 1969.

## Leben
Tinbergen studierte Mathematik und Physik an der Universität Leiden. Doch galt sein Interesse bald auch politischen Fragestellungen. In seiner Doktorarbeit bei Paul Ehrenfest im Jahr 1929 verband er mathematische Methoden mit ökonomischen Fragestellungen (Minimumproblemen in de natuurkunde en de economie). Er wurde zum Wegbereiter der mathematischen Modellbildung und der Ökonometrie.
Von 1929 bis 1945 arbeitete er für das statistische Amt der Niederlande. Daneben lehrte er Anfang der 1930er Jahre in Amsterdam und 1933 bis 1973 in Rotterdam. Er arbeitete dort als Redakteur für eine Fachzeitschrift auf dem Gebiet der Konjunkturanalyse. In den späten dreißiger Jahren war er auch Berater des Völkerbundes. Von 1945 bis 1955 war er Leiter des Centraal Planbureau. Später baute er ökonometrische Modelle, unter anderem für die USA. Nach der Flutkatastrophe von 1953 wurde Tinbergen in die Delta-Kommission berufen, die die Deltawerke plante. 1956 gründete er zusammen mit Henri Theil das Econometrisch Instituut. Jan Tinbergen war Mitglied der Königlich-Niederländischen Akademie der Wissenschaften. 1960 wurde er in die American Academy of Arts and Sciences gewählt, 1963 in die American Philosophical Society, 1969 in die British Academy und 1974 in die National Academy of Sciences.
Jan Tinbergen erhielt in Würdigung seiner Verdienste um ökonometrische Modelle 1969 gemeinsam mit Ragnar Anton Kittil Frisch den in diesem Jahr erstmals vergebenen Preis für Wirtschaftswissenschaften der Schwedischen Reichsbank in Gedenken an Alfred Nobel (die offizielle Bezeichnung des „Wirtschaftsnobelpreises“). Sein jüngerer Bruder Nikolaas Tinbergen (1907–1988) erhielt 1973 den Nobelpreis für Physiologie oder Medizin, sein Bruder Luuk Tinbergen war Professor für Ökologie an der Reichsuniversität Groningen.
Im Alter von 91 Jahren starb Tinbergen am 9. Juni 1994 in Den Haag. Sein Grab befindet sich auf dem niederländischen Friedhof Oud Eik en Duinen in Den Haag.

## Werk (Auswahl)
- Centralization and decentralization in economic policy. Amsterdam 1954; Nachdruck: Greenwood, Westport, CT 1981, ISBN 0-313-23077-3
- mit Jacques J. Polak: The dynamics of business cycles. A study in economic fluctuations. University of Chicago Press, Chicago, Ill. 1974, ISBN 0-226-80418-6
- als Herausgeber: Der Dialog Nord-Süd. Informationen zur Entwicklungspolitik. Europäische Verlagsanstalt, Frankfurt am Main 1977, ISBN 3-434-00335-5
- Economic policy. Principles and design. North-Holland Publ., Amsterdam 1978, ISBN 0-7204-3129-8